# Hjulby Kirke
Hjulby Kirke er en kirke, der ligger i landsbyen Hjulby vest for Nyborg.
Den nuværende kirkebygning er opført i 1882 af arkitekt Frederik Vilhelm Tvede, der også bl.a. var leder af restaureringen af Nyborg Vor Frue Kirke i 1870 og byggeriet af Nyborg Rådhus. En tidligere kirke i sognet blev nedrevet i 1555.